# R-26 (salon)

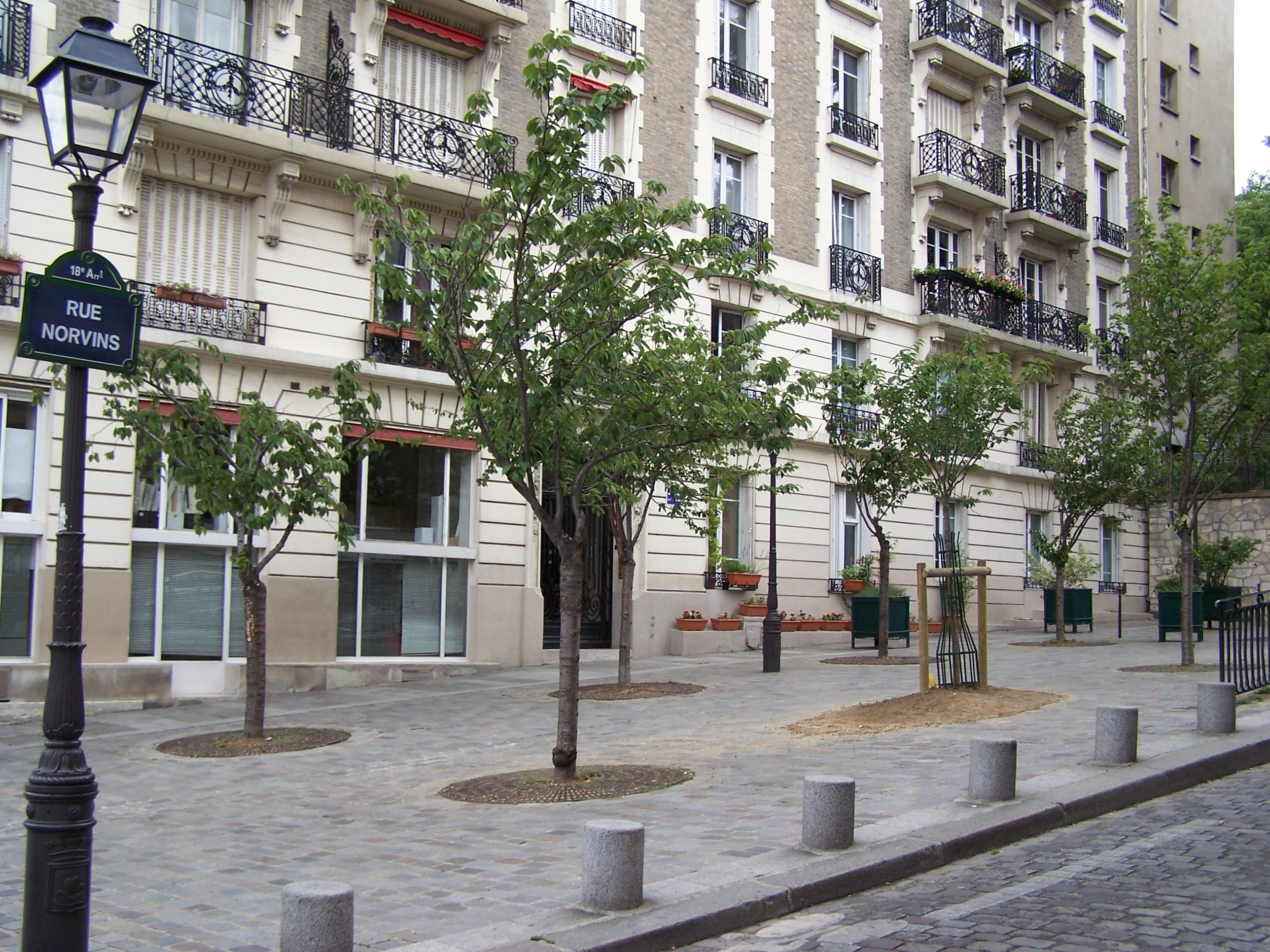
Ancienne entrée du R-26 (place Marcel-Aymé, Paris).

Le R-26 (le « R-vingt-six ») était un salon artistique régulièrement tenu dans la demeure privée de Madeleine, Jacotte et Robert Perrier au 26, rue Norvins (devenu 2, place Marcel-Aymé) dans le quartier de Montmartre à Paris. Réuni pour la première fois le 1er janvier 1930, le salon est devenu un lieu de rencontre pour de nombreuses sommités innovantes au cours des quatre-vingts ans suivants, parmi lesquelles les peintres Robert et Sonia Delaunay, les musiciens Stéphane Grappelli et Django Reinhardt ou encore le chanteur Jean Tranchant.

## Les origines

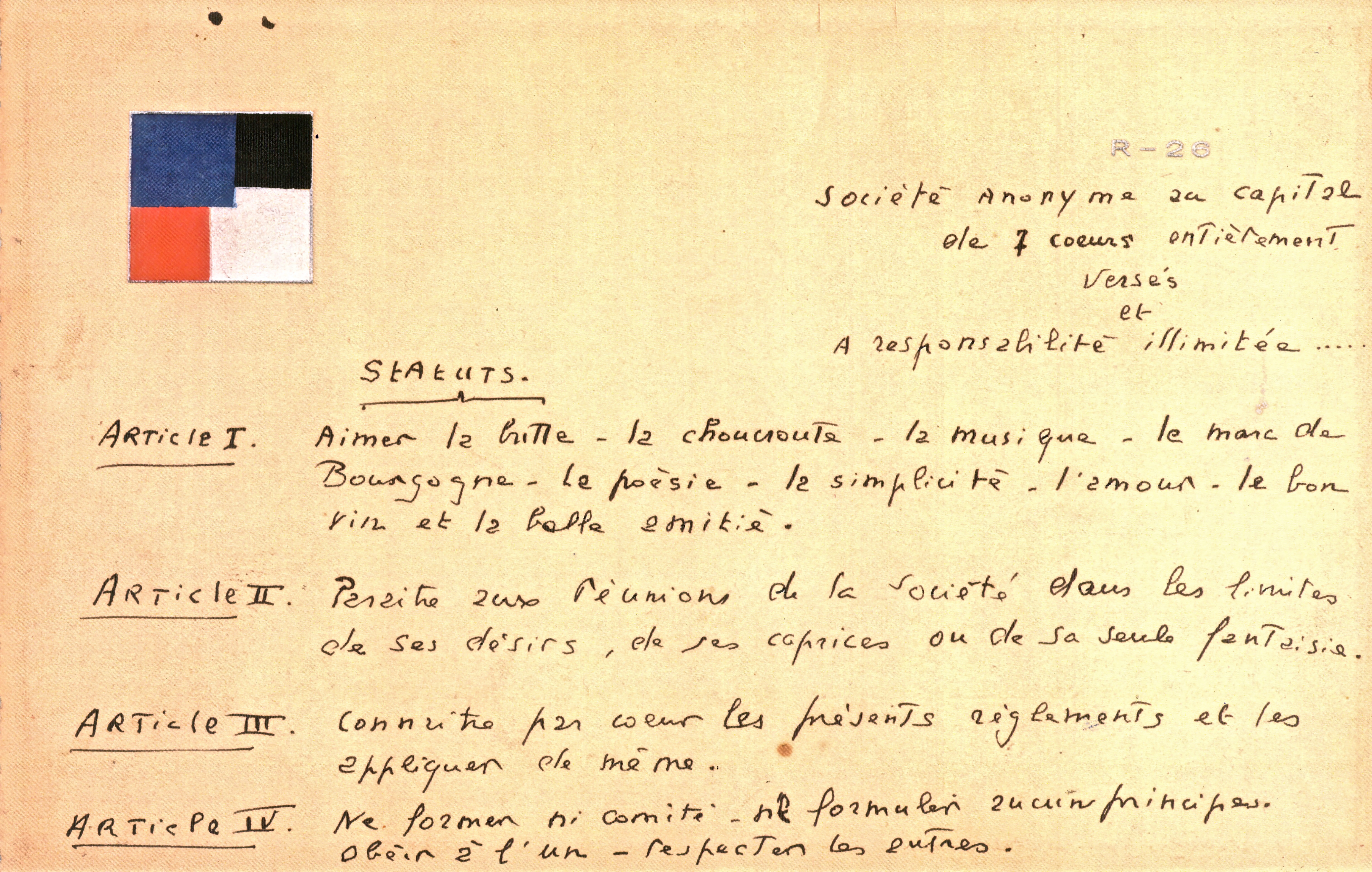
Statuts du R-26 (1930).

En 1929, l’éditeur de textile haute couture Robert Perrier habitait avec sa femme, Madeleine, et sa fille, Marie-Jacques, dans un spacieux appartement au dernier étage qui surplombait le Moulin de la Galette dans le quartier de Montmartre à Paris. L’adresse, située au 26, rue Norvins, était populaire parmi les artistes, commune à Marcel Aymé (dans les années 1960) et Désiré-Emile Inghelbrecht, et comptant dans son voisinage immédiat Louis-Ferdinand Céline, Gen Paul et Tristan Tzara.
Madeleine et Robert Perrier, grâce à leurs diverses relations dans le milieu de la haute couture, étaient tous deux des personnalités publiques respectées. De grandes réunions mondaines prenaient régulièrement place chez eux, rassemblant d’éminents artistes et couturiers qui pouvaient ainsi partager et discuter de leurs derniers travaux. Dès le début, la peintre Sonia Delaunay, une proche collaboratrice de Robert Perrier, fut la plus active pour introduire dans ces rassemblements de nouveaux artistes, aidée en cela par son mari, Robert, et son fils Charles.  Les soirées informelles de la famille Perrier, de plus en plus influentes au cours du temps, furent finalement formellement baptisées dans les premières heures de l’année 1930, quand la veille du Nouvel An les hôtes fondèrent officiellement le salon artistique du R-26 (« R » pour Robert Perrier et « 26 » pour 26, rue Norvins), « société anonyme au capital de 7 cœurs » . Parmi ces membres fondateurs participait le peintre Georges Vantongerloo, qui cette nuit conçut le blason cubiste emblématique du salon.

## Avant la Seconde Guerre mondiale

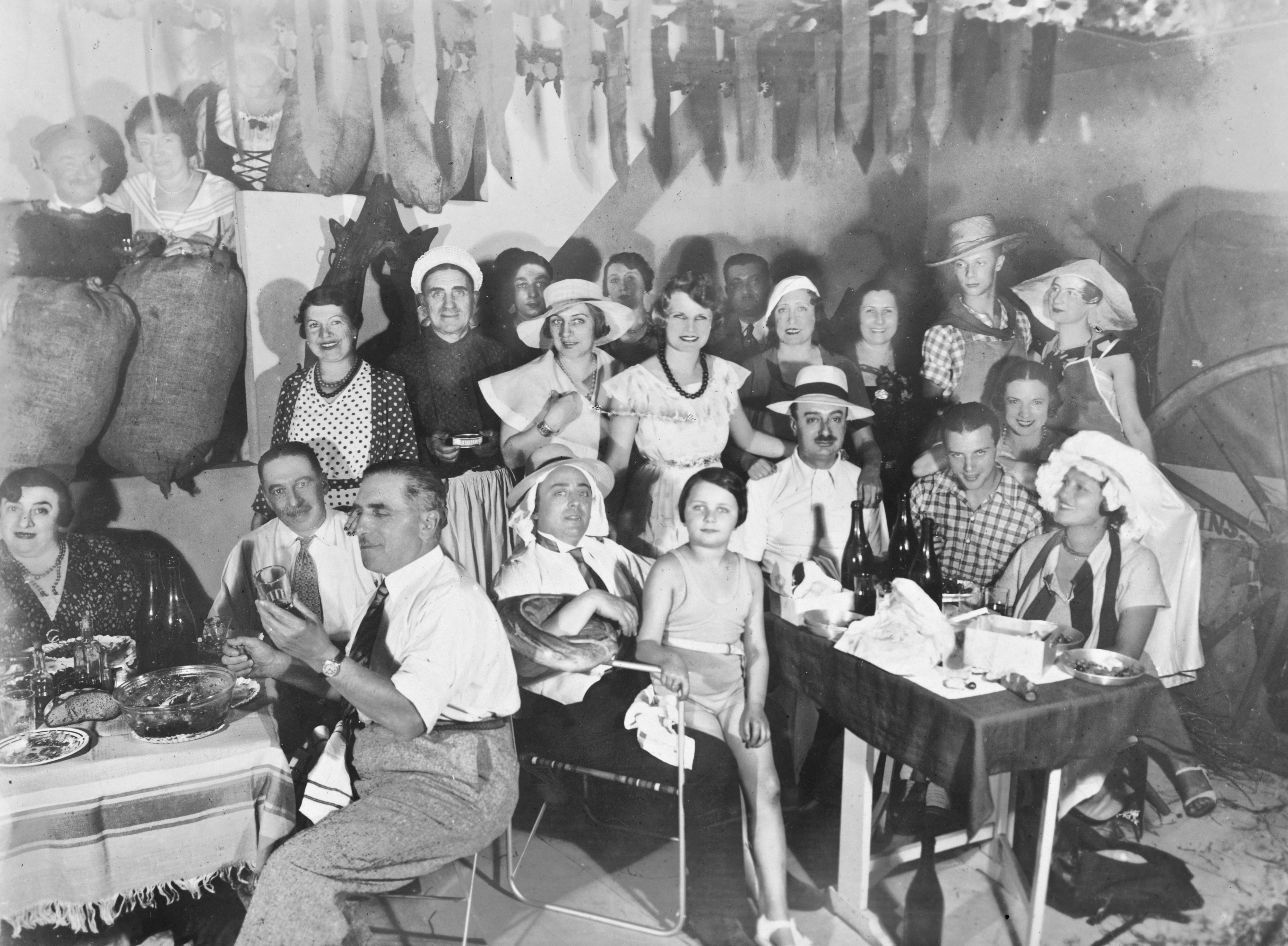
Soirée au R-26 (1933).

Après 1930, le nombre de membres s’élargit sans interruption, on y accueillit la photographe Florence Henry, l'actrice Mary Marquet, le sculpteur espagnol Daniel y exposa... les portes de l'appartement était toujours ouvertes aux nouveaux arrivants : convivialité, amitié, créativité et tendresse prévalaient aux réunions informelles du R-26. L'architecte Le Corbusier fut présenté au salon par son frère musicien Albert Jeanneret (avec lequel la jeune Jacotte Perrier commença sa carrière musicale). Le Corbusier se mit bientôt au travail pour moderniser l’intérieur du R-26, en concevant l’escalier cubiste du salon. C'est aussi Le Corbusier qui présentera Joséphine Baker au R-26, après l'avoir rencontrée lors d'un trajet transatlantique entre Rio et Paris. Pendant cette période, Madeleine et Robert Perrier commencent à affiner leurs talents d’auteur-compositeur, publiant aux Editions Francis Day, représentées par leur ami James Branson dit Jacques Audran, et en faisant l’acquisition d’un second piano à queue qui s’adjoignît aux festivités du R-26.        
L’année 1935 vit l’arrivée au R-26 de nombreux musiciens ce qui se révélait excellent pour le développement du salon. Pierre Dudan, arrivé à pied de Lausanne, s’installa immédiatement en résidence chez la famille Perrier. Sa chanson « Clopin-clopant », originellement composée pour une soirée au R-26 et dédicacée à la famille Perrier, se révéla aussitôt un classique du répertoire du salon. À la suite de Dudan arriva Igna Ghirei Gazi, dit Gazi le Tatar (avec qui Robert Perrier raviverait le culte de Notre-Dame-de-Montmartre), Raphaël Raffel, Germaine Sablon, Suzy Solidor, Jean Tranchant et Michel Warlop, ce dernier introduisit au R-26 le violoniste Stéphane Grappelli qui devint bientôt l'un des membres les plus dévoués du salon.
Dans ses mémoires, Mon violon pour tout bagage, Grappelli écrit : 

« Il y avait aussi Robert et Madeleine Perrier… Installés rue Norvins, ces Montmartrois d’adoption recevaient beaucoup : écrivains, musiciens, peintres et poètes se rencontraient chez eux. Ils m’invitèrent souvent, les soirées étaient brillantes… C’est là que j’ai connu tout Montmartre. »

Dès 1937, Grappelli tenait régulièrement des répétitions au R-26 avec le guitariste Django Reinhardt, un autre contributeur dévoué au salon. Dès le début, Reinhardt fut impressionné par les talents musicaux en herbe de Jacotte Perrier, pour laquelle il décida d’enregistrer plusieurs morceaux fondamentaux du répertoire du R-26, dont « Les salades de l'oncle François » (écrit par Tranchant) et « Ric et Pussy » (écrit par Robert et Madeleine Perrier).  
Parlant de Reinhardt au R-26, Tranchant écrit dans ses mémoires La Grande Roue : 

« Il n’avait avec Django et moi qu’un dénominateur commun, la musique, et loin de toute préoccupation spectaculaire, il trouvait dans le féerique atelier de Madeleine et Robert Perrier, un asile idéal pour s’y épancher... » »

### Les cabarets et les revues
Pour les besoins de nombreux cabarets et music halls parisiens, Madeleine Perrier écrit les lyrics et Robert Perrier compose les mélodies (souvent arrangées par Jacques Aubran) d'un grand nombre de chansons qui trouvent leurs places dans des revues aux noms évocateurs, Allo ici Paris-Nu-York, Ok - Nu - Burlesque, Féminités. Elles sont jouées « Chez les Nudistes » (rue Fontaine), au « Sex appeal » (rue Mansart) ou encore « Chez O'dett » (place Pigalle), cet établissement est dirigé par le fantaisiste travesti O'dett pour qui Madeleine Perrier écrit des sketchs. Les chansons du couple Perrier sont également chantées dans ces spectacles par Elsie Houston, chanteuse et danseuse argentine épouse du poète surréaliste Benjamin Péret. Ces revues sont produites par Félix Rosan, Flora Duane et Earl Leslie, ex-partenaire de scène de Mistinguett. Ces revues, ces sketchs et ses chansons portent la marque du R-26.

## Après la Seconde Guerre mondiale
Bien que la Seconde Guerre mondiale et l’Occupation allemande de Paris clôturèrent un chapitre de l’histoire du R-26, la Libération de Paris en ouvrit un autre. Plus de deux ans durant, Madeleine et Robert Perrier reçurent quelque cent soixante-treize officiers américains au R-26. Ces militaires basés autour de Paris, pour la plupart d'entre eux des aviateurs, seront immédiatement considérés comme faisant partie de la famille Perrier. Invités permanents du R-26, ils apportent les V-discs que leur fournit l'armée américaine et on passe des nuits à danser sur Glenn Miller, Benny Goodman ou Frank Sinatra. Pour ces militaires, R-26 devient Take It Easy club, le T.I.E. club. Le logo du Club, initialement créé par Georges Vantongerloo, est customisé en hommage à ces aviateurs américains. Avant leur départ et en signe d'amitié franco-américaine, Robert Perrier fait imprimer de grands lés de soie écrue, rappelant la couleur des parachutes, sur lesquels sont imprimés tous les noms des aviateurs du R-26. Avec ces tissus sont confectionnées des cravates que les US boys emportent avec eux en quittant la France avec dans leurs bagages un peu du T.I.E. Club (en anglais, cravate se dit "tie").  
Pendant la période de la seconde guerre mondiale, Jacotte Perrier (alors âgée de 15 à 20 ans) a tenu son journal intime. Elle y a consigné son adolescence, son regard sur un monde qu'elle apprivoise, son évolution intime et ses désirs de jeunesse libre dans une guerre qu'elle subit de plein fouet (tout en ayant conscience d'être plutôt privilégiée). Ces carnets deviennent presque du journalisme quand elle relate en temps réel les événements de la Libération de Paris en août 1944 auxquels elle assiste depuis Montmartre. Au printemps 2020, le Collectif Alambic' a mis en sons des extraits du journal 1944 de Jacotte Perrier, disponibles à l'écoute et à la lecture sur le lien suivant https://www.alambictheatre.com/podcast-le-journal-de-jacotte-perrier/.
En 1947, en l’honneur des dix ans passés au R-26 en tant qu’invités de la famille Perrier, Django Reinhardt et Stéphane Grappelli composèrent la chanson « R-vingt six », qui fut aussitôt utilisée comme hymne par les membres du salon. 
Tout au long de la décennie suivante, de nombreux nouveaux artistes présentèrent leurs talents au R-26, d’Henri Salvador à Yves Klein, en passant par Mary Lou Williams, une pianiste pour laquelle Robert Perrier écrivit la célèbre mélodie de « I Made You Love Paris ».
Durant les années cinquante, Robert Perrier commença à enregistrer un certain nombre de ces soirées tenues au R-26 ; enregistrements audios qui nous offrent un précieux aperçu dans le processus créatif d’un certain nombre des invités les plus célèbres du salon. Une sélection de ces enregistrements furent plus tard publiée, dont la reprise par Jacotte Perrier de « La pluie sur le toit » (écrit par Robert et Madeleine Perrier), accompagnée par le violoniste Stéphane Grappelli.  
À la suite de la mort de Robert Perrier en 1987, Jacotte Perrier décida de moderniser le salon artistique familial en offrant une résidence pour séjour de longue durée aux étudiants étrangers venus perfectionner leur culture à Paris. Au cours des vingt-cinq années suivantes, Jacotte Perrier partagea ainsi son appartement avec plus d’une centaine d’artistes et de libres penseurs de toute nationalité. Sous la direction des Perrier, les soirées au R-26 s’élargirent à la fois dans la fréquence et l’étendue, en attirant des membres de la classe politique française dont l’ancien Premier ministre Alain Juppé.

## Héritage

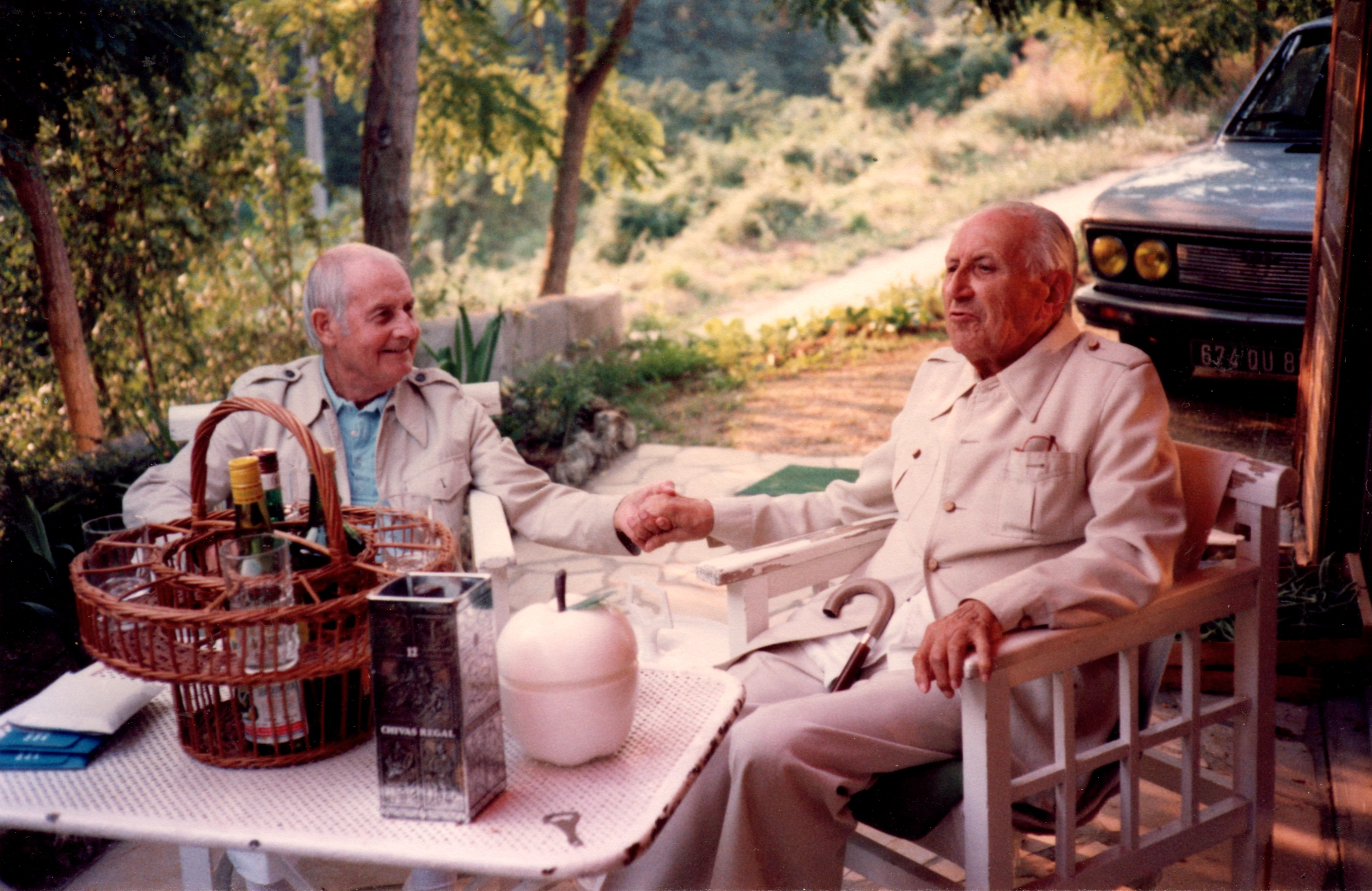
Stéphane Grappelli et Robert Perrier (1985).

Le R-26 reste présent dans l’imaginaire populaire comme un lieu privilégié de rencontre pour de nombreux artistes d’avant-garde des années trente à soixante. L’adresse du lieu (devenue 2, place Marcel-Aymé), se situe près de la statue du Passe-muraille, réalisée par Jean Marais, qui attire de nombreux touristes visitant Montmartre, et particulièrement ceux qui y parcourent ces rues sur les pas de Django Reinhardt. Le salon a été le sujet de plusieurs documentaires télévisés sur France 4, Histoire et ITV, et a inspiré diverses expositions aussi bien que de nombreuses anthologies musicales. 
La chanson « Clopin-clopant » de Pierre Dudan, un classique du répertoire du R-26, a retrouvé sa gloire initiale, quand, orchestrée par Bruno Coquatrix elle fut enregistrée par de nombreux membres du salon dont Joséphine Baker, Stéphane Grappelli, Django Reinhardt et Henri Salvador. Elle devint internationalement connue quand Maurice Chevalier l’enregistra, puis inspira à sa suite plusieurs reprises chantées par Paul Anka, Frank Sinatra et Barbra Streisand.
La chanson hommage « R-vingt six », écrite par Reinhardt et Grappelli, a depuis été reprise par de nombreux musiciens, rendant hommage à leur tour à ce haut lieu culturel, parmi lesquels on peut citer Angelo Debarre, Tim Kliphuis, Fapy Lafertin, Paulus Schäfer, ou encore le Rosenberg Trio.
En décembre 2018, le collectif artistique Alambic' créé Le Club R-26 un spectacle sous forme d'épopée documentaire en récit, films et chansons mettant en scène les archives personnelles de la famille Perrier. Ecrit par David Rolland et Norman Barreau-Gély et interprété par Claire Tillier (chant), Philippe Eveno (guitare et chant), Norman Barreau-Gély (récit), Gaëtan Chataigner (vidéos) et Azéline Cornut (lumières), Le Club R-26 déroule l'histoire de la famille Perrier et de ses amitiés, fait entendre dix chansons inédites composées par Madeleine et Robert Perrier et exhume des films de famille, tournés entre 1926 et 1935 grâce au procédé Pathé baby, dans lesquels on découvre toute la fantaisie et la tendresse propre au R-26. Le chanteur Philippe Katerine prête sa voix et son image à la chanson Flic Flac, s'ajoutant à la longue liste de personnalités membres du club R-26.
Martin Pénet consacre au R-26 deux de ses émissions Tour de chant sur France Musique en janvier et février 2019.

## À voir aussi

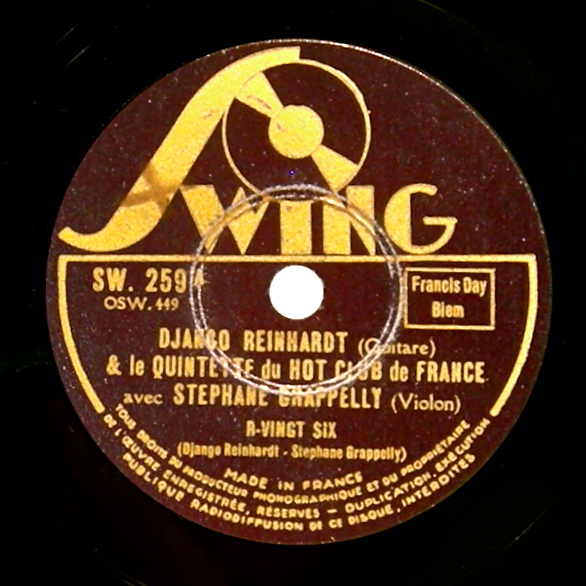
« R-vingt six » par Django Reinhardt & Stéphane Grappelli - Étiquette du disque (1947).

- Cité de la musique
- Cubisme
- Joséphine Baker
- Stéphane Grappelli
- Jazz manouche
- Le Corbusier
- Marie-Jacques Perrier
- Montmartre
- Musée de Montmartre
- Django Reinhardt
- Saint-Pierre de Montmartre
- Gertrude Stein